# 老田寮溪
老田寮溪，又稱明德溪，位於台灣苗栗縣，是中央管河川後龍溪的最大支流，流域包含頭屋鄉中北部及獅潭鄉中部。河長約26公里，流域面積約81.99平方公里。
該溪主流上游為新店溪（獅潭川），其源流為十九份溪，發源於獅潭鄉和興村八卦力山西側山谷，先向西北流，經十九份後轉向北，匯集和興溪後，始稱新店溪。新店溪於獅潭街區前會合源自八卦力山西北側的另一支流大東勢溪後，以北北東方向流經獅潭、六份、大銃櫃、大坪後，轉向西北流經百壽流入頭屋鄉境，改稱老田寮溪。老田寮溪流經大湖後轉向西並進入明德水庫集水區。水庫大壩位於西南方上庄附近，大壩以下先向西北流，至下庄轉西南後轉西流，經扒子岡於頭屋西北側注入後龍溪。

## 水系主要河川
以下由下游至源頭列出水系主要河川，其中粗體字為主流河道。
- 老田寮溪：頭屋鄉、獅潭鄉
  - 扒子岡溪（枋寮溪）：頭屋鄉
  - 柚子坑溪：頭屋鄉
  - 獅潭川（新店溪）：獅潭鄉
    - 小東勢溪
    - 小東勢溪
    - 和興溪
    - 十九份溪

## 主要橋樑
以下由河口至源頭列出主流上之主要橋樑：

### 老田寮溪河段
- 無名橋（省道台72線）
- 中興橋（縣道126號）
- 無名橋（國道一號）
- 田窩橋
- 響隆橋（省道台13線）
- 老田寮橋（省道台13線）
- 明德橋（明德水庫大壩）
- 明德水庫一號吊橋
- 仁隆吊橋
- 明德四號橋（縣道126號）

### 獅潭川河段
- 永興一號橋（省道台3線）
- 獅象橋（下大窩農路）
- 永善橋（上大窩農路）
- 永和橋
- 新店二號橋（省道台3線）
- 思源橋
- 新鳳橋
- 大東勢二橋（省道台3線）
- 福興橋（省道台3線）
- 新和橋（省道台3線）

### 十九份溪河段
- 無名橋（新興農路）

## 沿河道路
- 省道台13線
- 縣道126號
- 省道台3線

## 周邊景點
- 明德水庫
- 神秘谷露營區